# Vareš
Vareš (serbiska: Вареш) är en stad i centrala Bosnien och Hercegovina. Den är belägen cirka 5 mil norr om Sarajevo. 
Staden är känd för sin gruvdrift och sitt järnverk, med anor från forntiden. En av de äldsta katolska kyrkorna i Bosnien finns här, liksom de äldsta kyrkböckerna, som går tillbaka till 1643. Franciskanorden har i många århundraden satt sin prägel på staden. Under medeltiden fanns de bosniska kungarnas säte i närheten, i fästningen Bobovac. Ruinerna efter den medeltida staden är i dag kulturminnesmärkta. Den största katolska kyrkan i staden, Den helige Mikaels kyrka (Crkva sv. Mihovila), uppfördes 1854–1869; den har sedan dess renoverats flera gånger.
I Vareš föddes år 1954 den bosniske författaren Željko Ivanković; flera av hans böcker handlar om staden. 